# University of Oregon Press
A University of Oregon Press (más néven UO Press) az Oregoni Egyetem kiadója az Amerikai Egyesült Államok Oregon államának Eugene városában. 2005. június 1-je óta kiadványaikat az Oregon State University Press terjeszti.

## Kiadványaik

### Best Essays Northwest
A 2003-as Best Essays Northwest esszéantológiához a Nemzeti Könyvdíjas Barry Lopez írt előszót. Tartalma az Oregon Quarterly folyóiratból származik.

### Northwest Review könyvsorozat
A Kesey Ken Kesey író (a Száll a kakukk fészkére szerzője) kéziratait, rajzait és feljegyzéseit tartalmazza. Az 1977-es kiadvány az Oregoni Egyetem Könyvtára különgyűjteményének részét képezi.
Az An Anthology of Northwest Writing: 1900–1950 Woody Guthrie, Mary Barnard és Eva Emery Dye műveit tartalmazza. A könyv szerkesztői igyekeztek a régióra jellemző szerzőket választani.
Az 1982-es Dialogues With Northwest Writers írókkal (például Richard Hugo, James Welch és Mary Barnard) készült interjúkból áll.
Az 1984-es Warnings: An Anthology on the Nuclear Peril az atomkor által inspirált fikciókat, költeményeket, esszéket és interjúkat tartalmaz.

## Fordítás
- Ez a szócikk részben vagy egészben  az   University of Oregon Press című angol Wikipédia-szócikk ezen változatának fordításán alapul.  Az eredeti cikk szerkesztőit annak laptörténete sorolja fel. Ez a jelzés csupán a megfogalmazás eredetét és a szerzői jogokat jelzi, nem szolgál a cikkben szereplő információk forrásmegjelöléseként.